# André Kaggwa
Pour les articles homonymes, voir saint André et Kaggwa.
André Kaggwa, né vers 1856 au Buganda et mort le 26 mai 1886 à Munyonyo (en), est un des vingt-deux martyrs de l'Ouganda.
Capturé jeune comme esclave, il est offert au roi du Buganda dont il devient un page, puis chef des tambours, responsable de la fanfare, chef de la milice et chef de Kigowa. Converti au christianisme, il enseigne le catéchisme et convertit à son tour de nombreux membres de la cour. 
Sur l'ordre du chancelier royal hostile à son activité de chrétien, il est amputé puis tué. Mort pour sa foi, il est reconnu martyr, béatifié par Benoît XV, canonisé par Paul VI. Saint André Kaggwa est fêté le 26 mai, jour de sa mort, et le 3 juin avec les autres martyrs de l'Ouganda.

## Biographie
Kaggwa, né vers 1856, est originaire de la tribu des Nyoro. 

### Esclave puis page
Capturé comme esclave, sa beauté le fait offrir au roi du Buganda, Muteesa Ier, dont il devient l'un des pages. Sa gaieté et sa gentillesse lui valent d'être un des pages les plus appréciés. 

### Maître des tambours du roi
Quand l'explorateur Henry M. Stanley visite le royaume de Buganda en 1875, il apporte des tambours qui intéressent vivement le roi Muteesa. Celui-ci en achète douze, et envoie le page Kaggwa apprendre à jouer de cet instrument, auprès de Toli, un musulman de Madagascar ; Kaggwa aussi est musulman à cette époque,. Son apprentissage terminé, il est nommé maître des tambours du roi à vingt-cinq ans, vers 1881 et dirige une quinzaine d'autres tambours.
Très apprécié comme maître des tambours, André Kaggwa est nommé chef de la fanfare et responsable de l'ensemble des musiciens de la cour royale, il dirige donc aussi les trompettistes et les joueurs de cymbales. 

### Conversion au christianisme
Après avoir été musulman, puis en contact avec des missionnaires anglicans et catholiques, Kaggwa s'inscrit au catéchisme catholique en juin 1880. Il se marie avec Clara Batudde, reçoit en cadeau du roi un terrain à Natete, à proximité de la capitale, et s'y construit une maison où il s'installe avec sa femme. Pratiquant l'apostolat, il accueille chez lui d'autres chrétiens pour des soirées de prière. Il est baptisé le 30 avril 1882, sous le nom d'André (Anderea).
En 1884, la peste bubonique fait des ravages dans la capitale, André Kaggwa prend soin des malades et des mourants ; il enseigne à tous ceux qu'il reçoit chez lui, et les instruit dans la religion chrétienne. Comme il n'y a plus alors de missionnaire catholique présent en Ouganda, il célèbre les baptêmes et les enterrements, et d'autres chrétiens l'imitent.

### Sous le roi Mwanga, responsabilités accrues
Lorsque Mwanga II succède à son père en octobre 1884, Kaggwa est confirmé dans sa responsabilité de chef de la fanfare, et est nommé en plus « Mugowa », c'est-à-dire responsable de la milice où sont recrutés les membres de la fanfare. Il gagne la confiance du nouveau roi en l'avertissant d'un complot tramé contre lui. 
Kaggwa reçoit aussi en cadeau une chefferie et devient ainsi le chef traditionnel de Kigowa, sur la colline de Kiwatule,.
Il est le conseiller préféré du nouveau roi Mwanga II, et participe à toutes ses expéditions et voyages. Il suscite de nombreuses conversions au christianisme au sein de la cour. Plusieurs de ses convertis seront martyrs.

### Persécutions

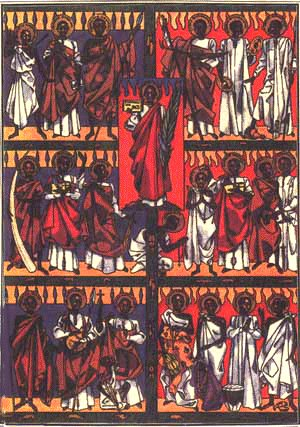
Les 22 martyrs ; en bas à droite, André Kaggwa et son tambour.

Après l'exécution de Joseph Mkasa Balikuddembé en novembre 1885, André Kaggwa devient le chef officieux des chrétiens.
Le roi Mwanga, sensible à d'autres conseillers qui lui recommandent de se débarrasser des chrétiens qui seraient un obstacle à son pouvoir, reprend le 25 mai 1886 les persécutions contre les chrétiens, en condamne plusieurs à mort, et refuse leur grâce au P. Siméon Lourdel, revenu pour demander leur sursis.
Sachant sa vie menacée à brève échéance, André Kaggwa met sa famille à l'abri le 25 mai, puis communie dans la nuit du 25 au 26. Le matin du 26 mai, il met son plus bel habit, un vêtement blanc, puis se rend à son service à Munyonyo, enclos royal dominant le lac Victoria.

### Accusation
Le Katikkiro Mukasa, chancelier du roi, reproche au roi que Kaggwa soit encore libre. Le roi Mwanga ne veut pas perdre son tambour, mais Mukasa insiste en affirmant que Kaggwa est le principal enseignant des pages, et refuse de manger tant que Kaggwa ne lui est pas livré. Mwanga accepte finalement, sans oser en parler lui-même à Kaggwa.
Les messagers de Mukasa, dépêchés auprès de Kaggwa, lui demandent de lui livrer les chrétiens. Il répond qu'il n'y en a qu'un, lui-même. Traduit devant le chancelier, Kaggwa s'entend reprocher d'être chrétien, d'enseigner le catéchisme jusqu'aux enfants de Mukasa, de prier, et de vouloir apprendre à tout le royaume à prier.

### Exécution
Mukasa ordonne à ses gardes de l'emmener, de le tuer, et de lui apporter son bras comme preuve de leur besogne. Les gardes emmènent alors Kaggwa, mais veulent temporiser dans l'espoir d'un sursis royal. Kagwa les incite plutôt à obéir rapidement à leur chef, à lui apporter son bras et à le tuer, il leur demande seulement de ne pas le mettre tout nu, ce qu'ils acceptent. 
Ils le jettent à terre, lui coupent le bras avec un couteau ; Kaggwa crie juste : « Mon Dieu ». Ils le décapitent ensuite, et coupent son corps en morceaux. André Kwagga est ainsi tué dans l'après-midi du 26 mai 1886. Les chrétiens l'ensevelissent avec respect, à l'endroit même où il a été tué.

## Béatification et canonisation
André Kaggwa est reconnu martyr. Le pape Benoît XV le béatifie le 6 juin 1920, avec les autres membres du groupe des martyrs de l'Ouganda. 
Il est ensuite canonisé par le pape Paul VI à Rome le 18 octobre 1964. Saint André Kaggwa est fêté localement le 26 mai, et universellement le 3 juin avec le groupe des martyrs de l'Ouganda.
André Kaggwa est le saint patron des catéchistes, des enseignants, des familles.

## Hommages

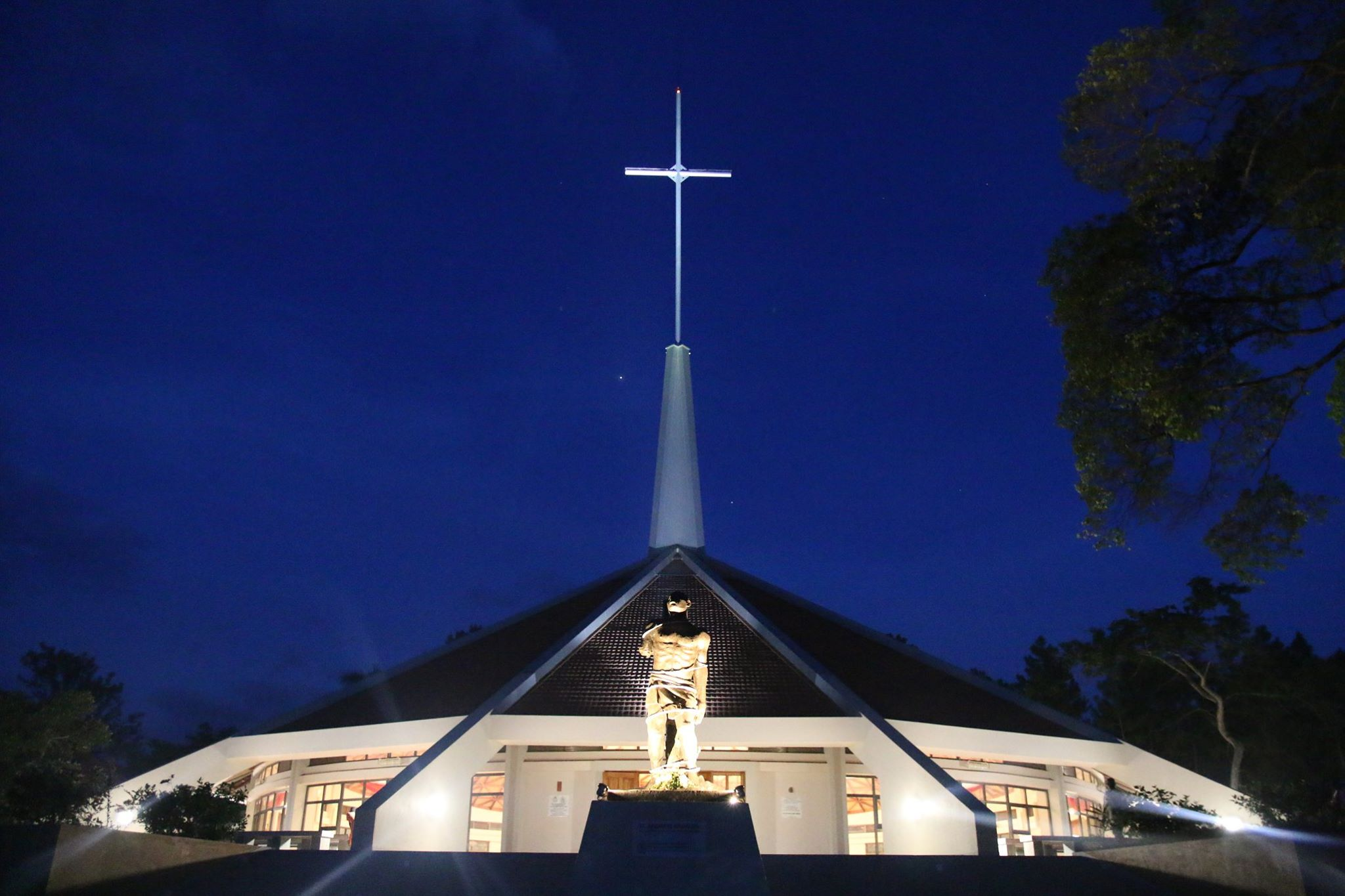
Église moderne sur le lieu du martyre de saint André Kaggwa.

À l'endroit de son martyre il n'y a eu longtemps qu'une simple dalle avec une croix. Depuis la fin du XXe siècle, s'y élèvent un mausolée, où une plaque commémorative indique l'endroit précis de son martyre, une église moderne, une statue le représentant avec le bas coupé, et un amphithéâtre en plein air pour les assemblées nombreuses. 
Le pape François est venu se recueillir en 2015 sur le lieu du martyre d'André Kwagga.
Un des vingt-deux piliers de la basilique des Martyrs de l'Ouganda est en son honneur. À l'intérieur de la basilique, un vitrail le représente, comme chacun des autres martyrs.
Le séminaire de philosophie de l'archidiocèse de Kinshasa porte son nom : « Grand séminaire de philosophie Saint André Kaggwa ».
Portent également son nom :
- La paroisse Saint-André-Kagwa, dans le diocèse de Pointe-Noire, en République du Congo ;
- La paroisse Saint-André-Kaggwa à Bouna dans le diocèse de Bondoukou, en Côte d'Ivoire, ouverte en 1970.